# Litoria mucro
Litoria mucro es una especie de anfibio anuro de la familia Hylidae.

## Distribución geográfica y hábitat
Es endémica de Nueva Guinea y la isla Yapen (Nueva Guinea Occidental y Papúa Nueva Guinea).